# Myristica ingens
Myristica ingens là một loài thực vật có hoa trong họ Myristicaceae. Loài này được (Foreman) W.J. de Wilde mô tả khoa học đầu tiên năm 1995.